# Nazir
Nàzir fou un càrrec administratiu que apareix a algunes ciutats sota domini abbàssida o fatimita.
El nàzir era el superintendent o controlador. Es va generalitzar al Soldanat Mameluc, on hi havia nàzirs de l'exèrcit, del fisc, dels dominis reials, dels ingressos personals del sultà, de l'armament i de la caritat. El càrrec també apareix entre els mogols de l'Índia.